# Garda

Lage der Gemeinde Garda in der Provinz Verona

Garda ist eine norditalienische Gemeinde mit 4115 Einwohnern (Stand 31. Dezember 2023) in der Provinz Verona am Westrand der Region Venetien. Garda liegt am Ostufer und ist Namensgeber des Gardasees. Im und um den Ort gibt es eine üppige, schon fast mediterrane Vegetation. Daher ist er ein beliebtes Touristenziel am See. Garda wird geprägt von der Seepromenade und dem kleinen Hafen mit dem „Palazzo dei Capitani“ aus venezianischer Zeit.
In der Nähe von Garda ragt die Landzunge Punta San Vigilio in den See. Für den Philosophen Agostino di Brenzone war es der „schönste Ort der Welt“. Heute ist dieser Ort in Privatbesitz, die Benutzung des Strandes „Baia delle Sirene“ ist kostenpflichtig.

## Geschichte
Reste von Pfahlbauten zeugen von einer sehr frühen Besiedlung. Verbürgt ist, dass hier Theoderich, der König der Goten, im 5. Jahrhundert eine Burg – die Rocca di Garda – auf einem Felsplateau hoch über dem Ort errichten ließ. Sie galt lange als uneinnehmbar – sogar Kaiser Barbarossa gelang es nicht, sie einzunehmen. In der mittelalterlichen Literatur wurde diese Burg „Ze Garten“, also „der Garten“ genannt. Fünf Jahrhunderte später herrschte hier der Langobardenfürst Berengar II., bis er von König Otto dem Großen besiegt und lebenslang in Bamberg eingekerkert wurde. Die Burg wurde im 16. Jahrhundert von den Venezianern zerstört.
Von 1904 bis zur endgültigen Stilllegung 1956 besaß der Ort eine Station an der Bahnstrecke Verona–Caprino/Garda.

## Namensherkunft
Vermutlich entstand der Name „Garda“ in der Völkerwanderungszeit und zur Zeit der Ansiedelung der Langobarden. Er ist verwandt mit dem germanisch-deutschen „Garten“ (mit Gerten abgesteckter, geschützter Bereich). Ursprünglich war damit ein Stützpunkt auf dem strategisch günstigen Felsen gemeint, später die daraus entstandene mittelalterliche Burg. Diese Festung gab letztlich dem ganzen See ihren Namen. Vorher, zur Zeit des Römischen Reiches, hieß der See „Lacus Benacus“. Das Dorf Garda hieß ursprünglich „Garda plana“.

## Partnerschaft
- Beilngries in Oberbayern, Deutschland, seit 2003

## Sehenswürdigkeiten
- Garda hat aufgrund seiner langen Geschichte einen durchaus unverwechselbaren Charakter, der sich vor allem in seiner kleinen, aber attraktiven Altstadt und der schönen Uferpromenade präsentiert, deren südliche Verlängerung bis nach Bardolino reicht, ähnelt aber an den Ortsrändern vielen anderen, vom Tourismus geprägten Siedlungen am Ufer des Gardasees. Insoweit ist die Altstadt mit der Seepromenade für sich schon eine Sehenswürdigkeit.
- Kirchen und kirchliche Einrichtungen
  - Pfarrkirche Santa Maria Maggiore aus dem 10. Jahrhundert ⊙. Die Pfarrkirche von Garda ist eine der ältesten in der Gegend, bereits im 10. Jahrhundert gab es hier ein Ordenskapitel von Kanonikern, zu dem Geistliche aus Torri del Benaco und Bardolino gehörten. Im Jahre 1522 wurde die Kirche dem Ospedale Maggiore in Brescia zugesprochen. Nach dem Erdbeben von 1117 wurde die Kirche wiederaufgebaut und der Heiligen Maria gewidmet. Modernisiert und modifiziert wurde sie im Jahre 1824. Der Glockenturm stammt aus dem Jahr 1571. Spuren des mittelalterlichen Gebäudes der Kirche finden sich im Glockenturm und im Kreuzgang.
  - Einsiedelei der Kamaldulenser aus dem 15. Jahrhundert ⊙
  - St.-Stefan-Kirche aus dem 17. Jahrhundert (Anm.: Eine Tafel an der Kirche nennt das 15. Jahrhundert, die Angabe 17. Jahrhundert wurde der Website von Garda entnommen). Die Kirche befindet sich mitten in der Altstadt, an ihrer Rückseite fließt der Torrente Gusa vorbei, ein gewöhnlich schmaler Bach. Die Kirche bestand schon vor 1687, was einer Inschrift an der Kirchenwand zu entnehmen ist. Im Jahre 1877 wurde sie wieder neu erbaut und renoviert.
  - Mariä-Himmelfahrts-Kirche aus dem 18. Jahrhundert
  - San-Bernardo-Kirche ⊙
- Gebäude und Plätze
  - Palazzo dei Capitani („Palast der Kapitäne“) aus dem 14. Jahrhundert
  - Albertini-Villa (Villa degli Albertini) aus dem 16. Jahrhundert
  - Villa Canossa aus dem 18. Jahrhundert
- Regelmäßiger Markt in Garda ist freitags.

## Impressionen

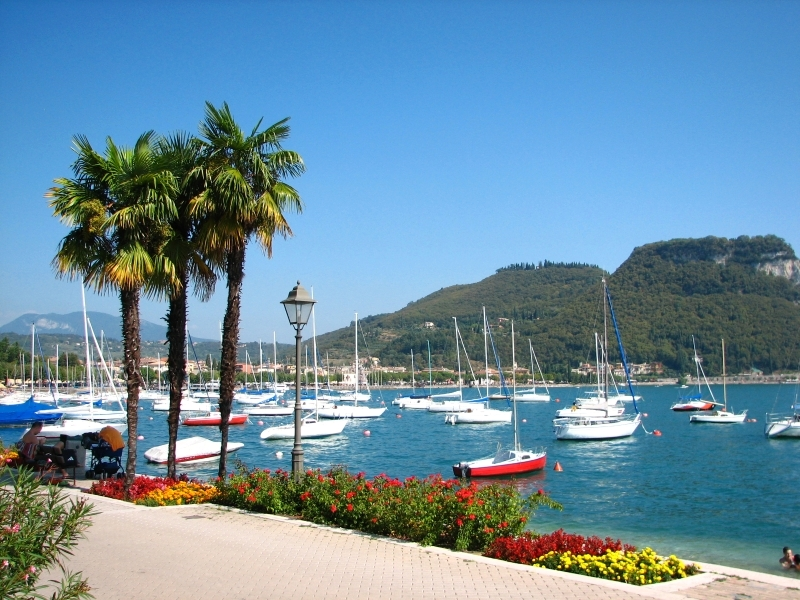
Seepromenade am Hafen
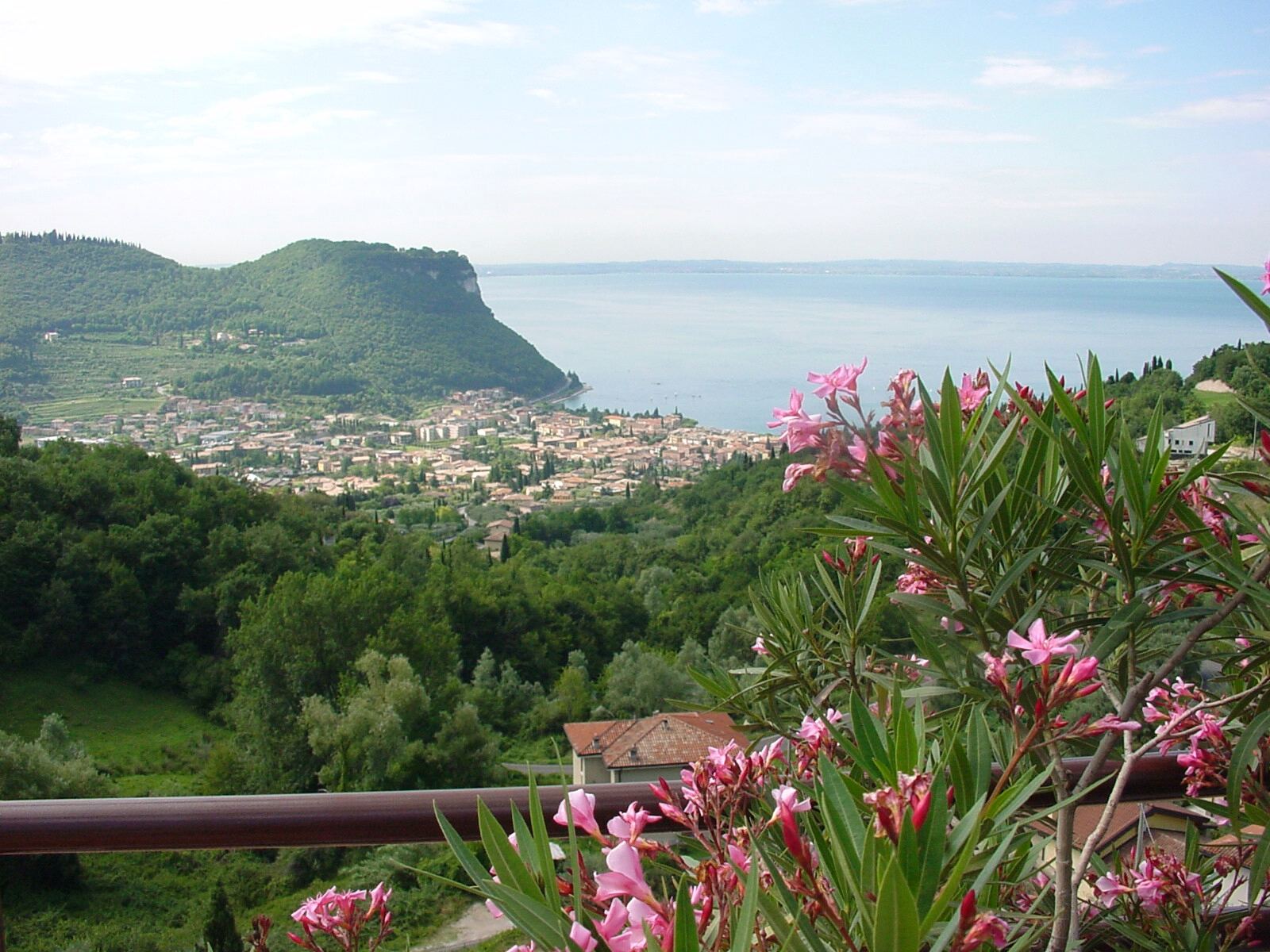
Garda von oben
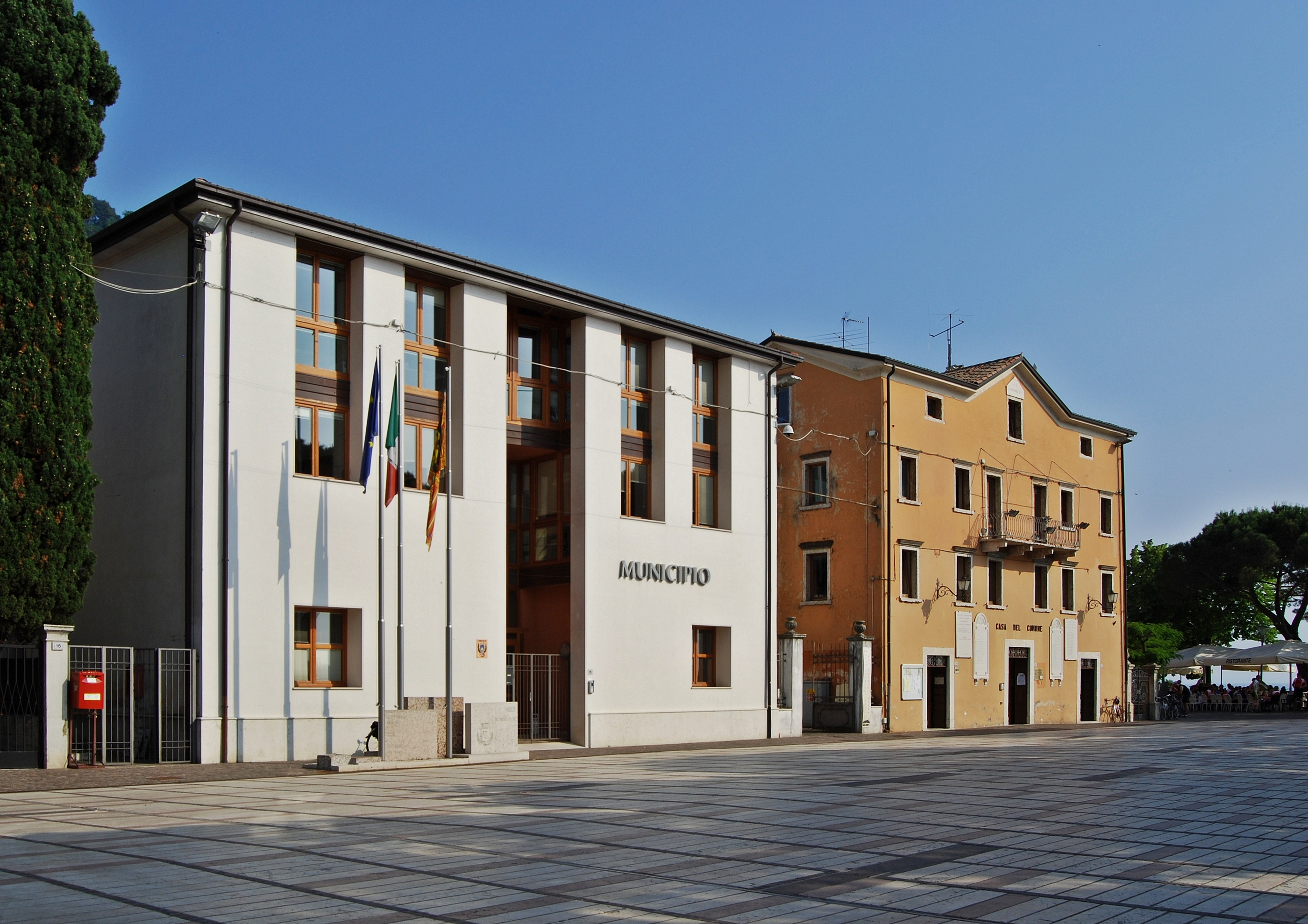
Rathaus und Stadthaus
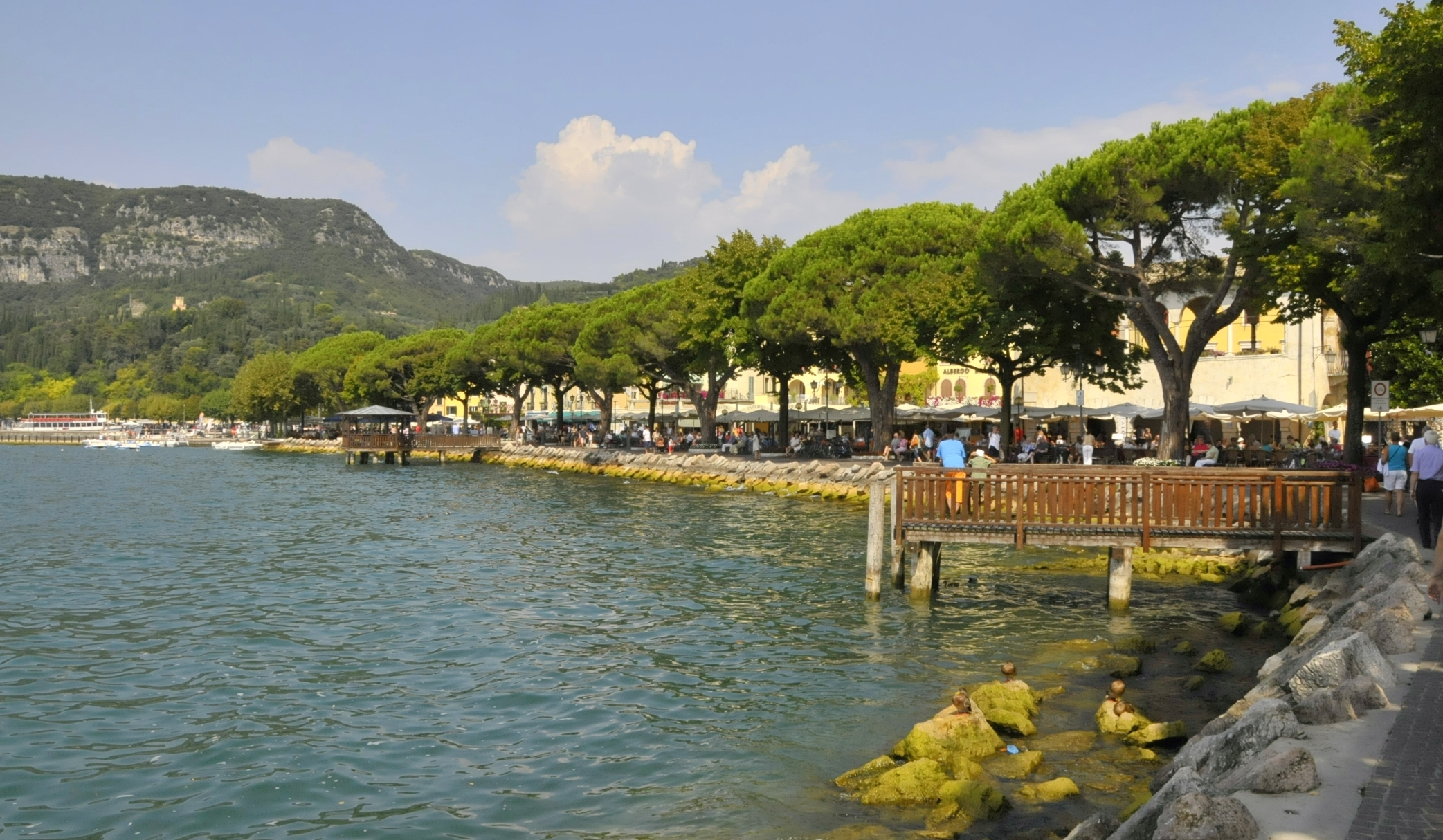
Seepromenade (Sept. 2013)
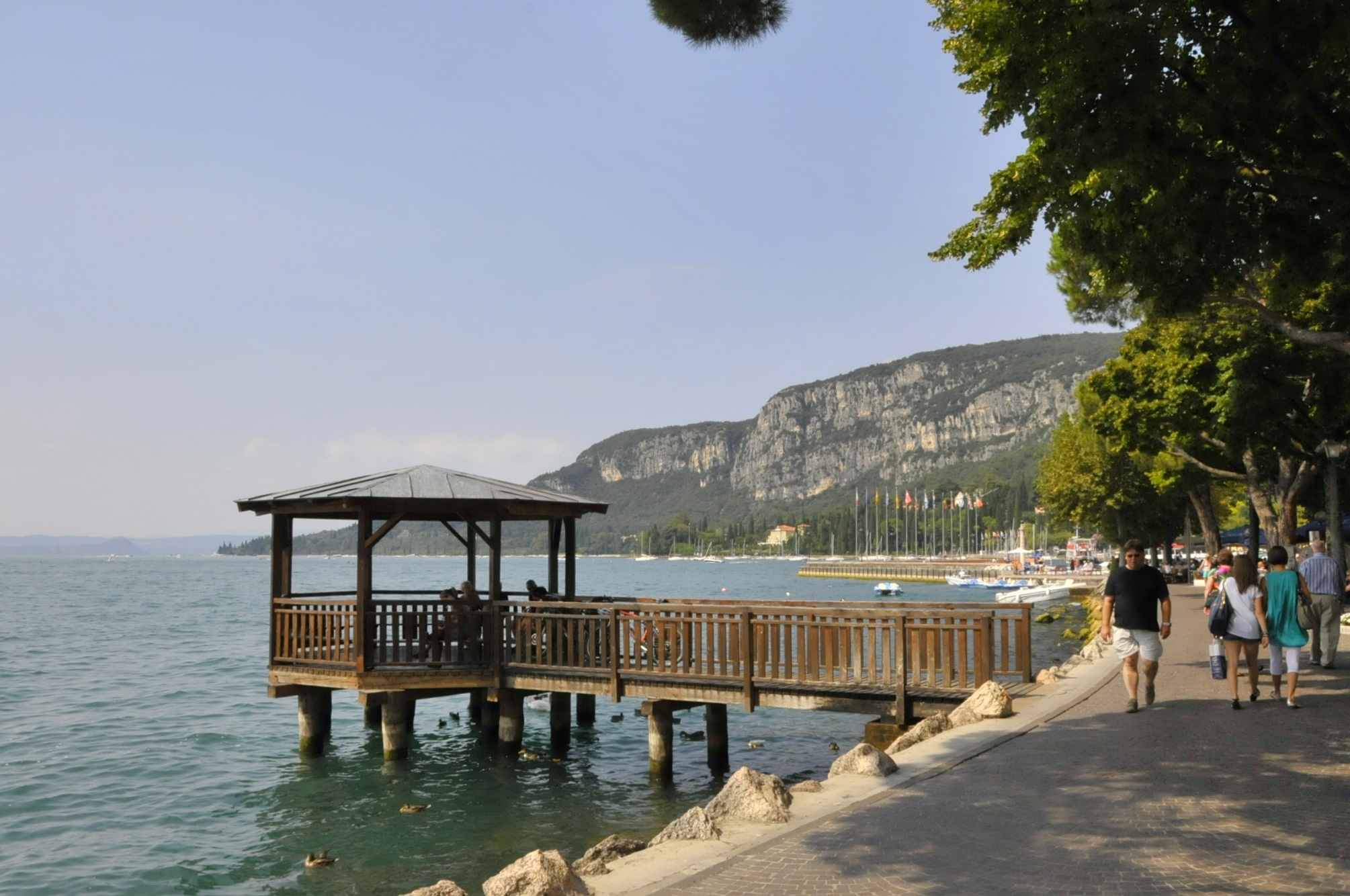
Seepromenade (Sept. 2013)
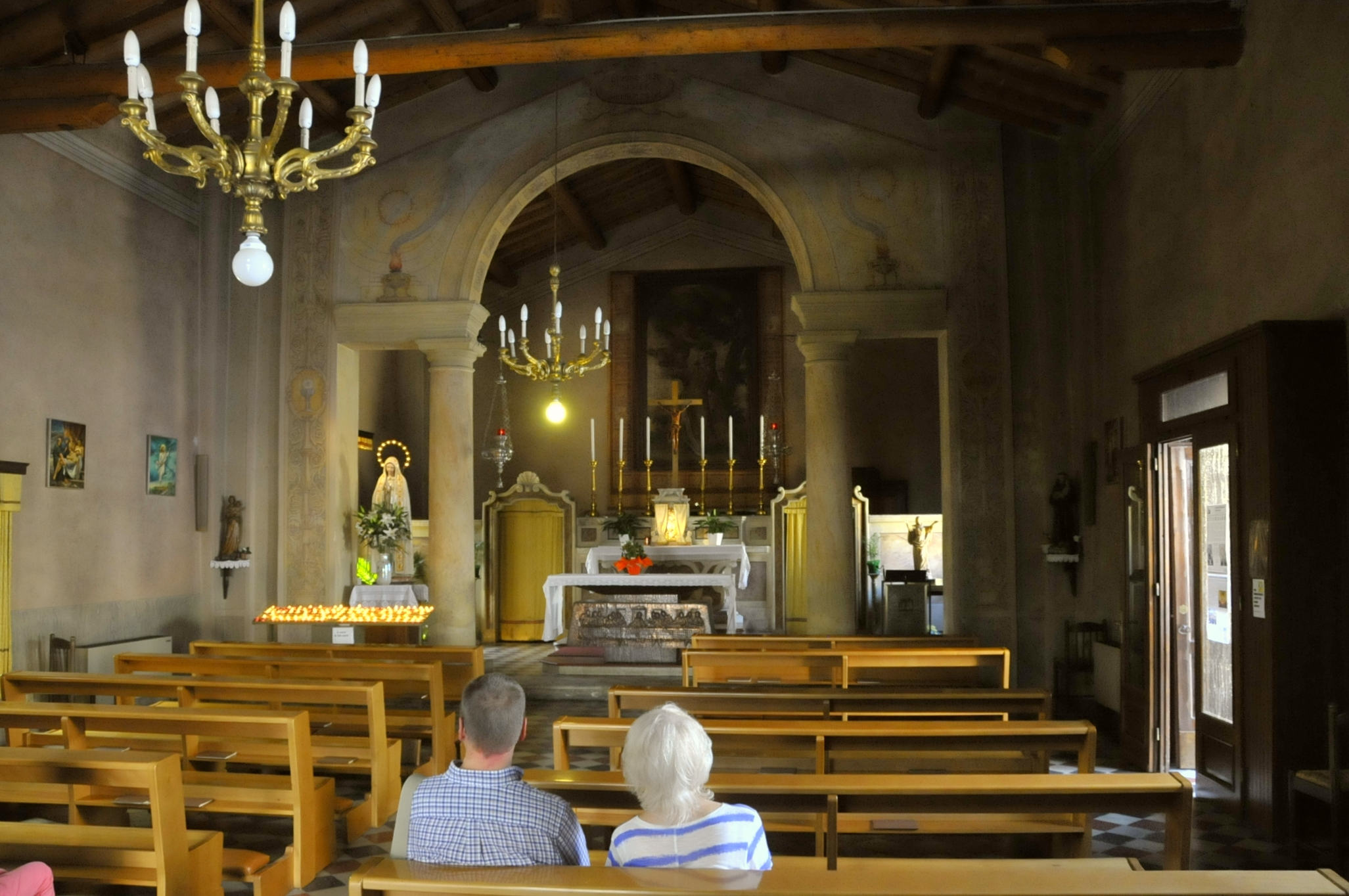
Inneres der Stefanskirche
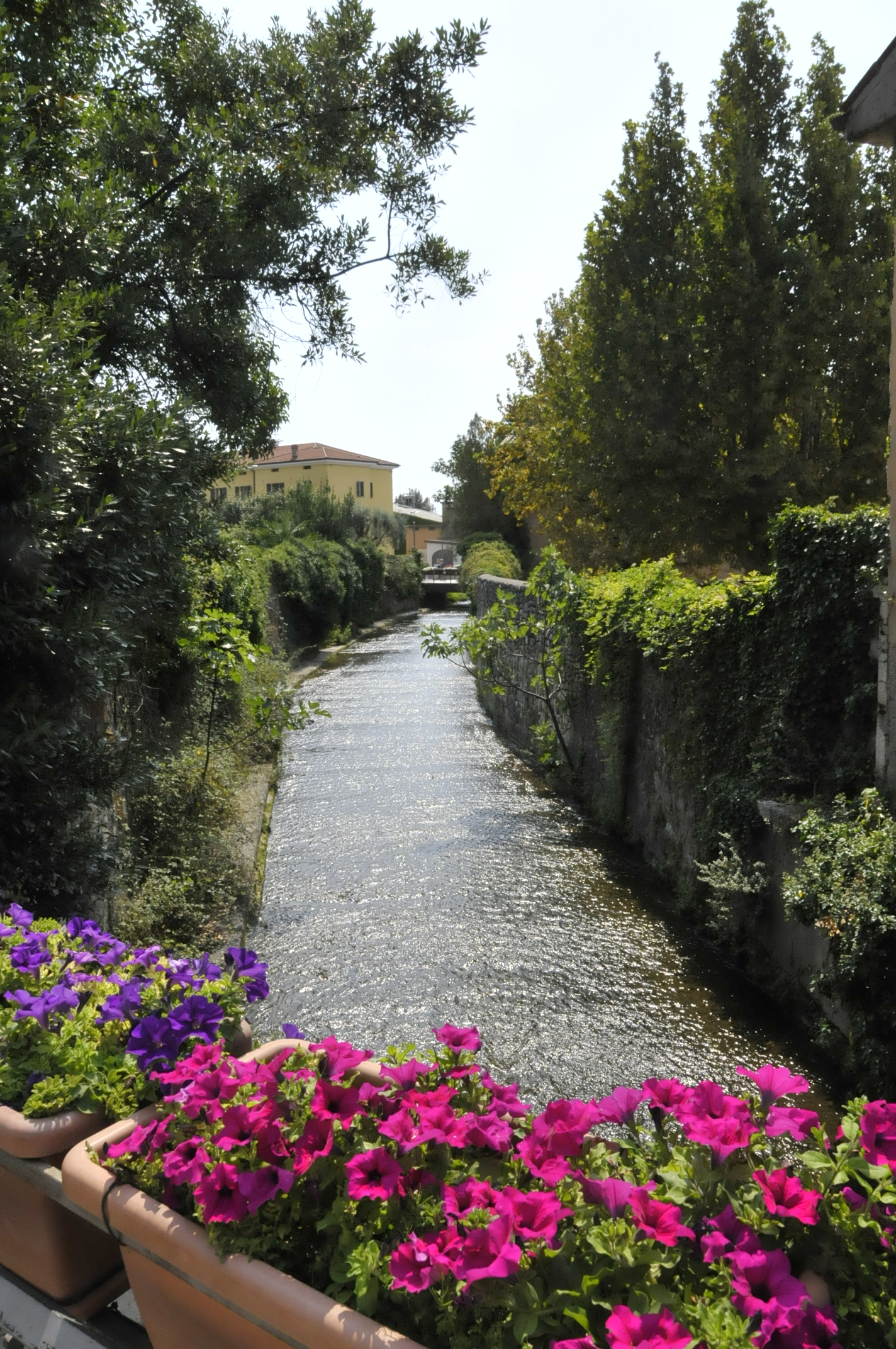
Der Torrente Gusa
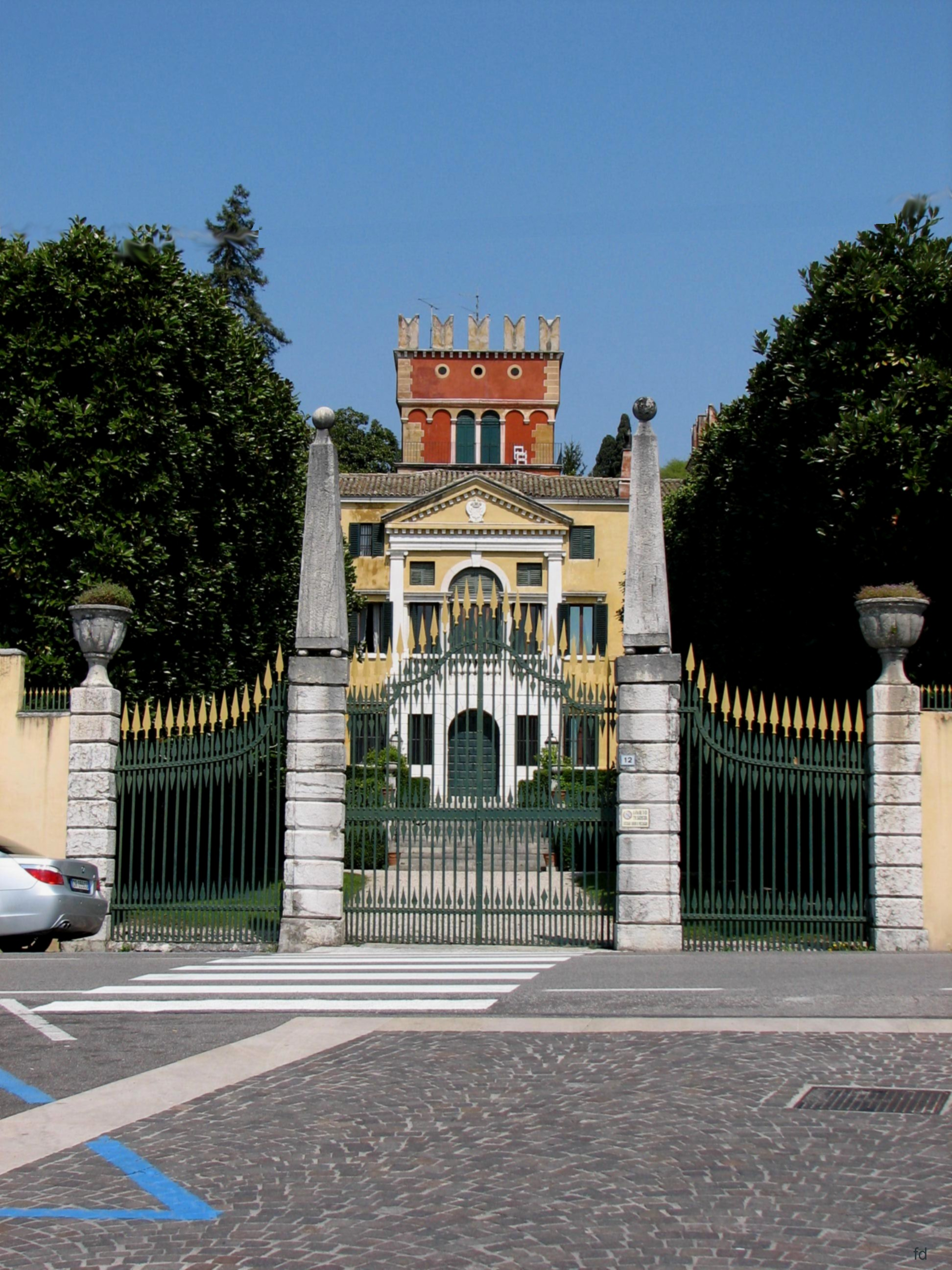
Garda Villa degli Albertini
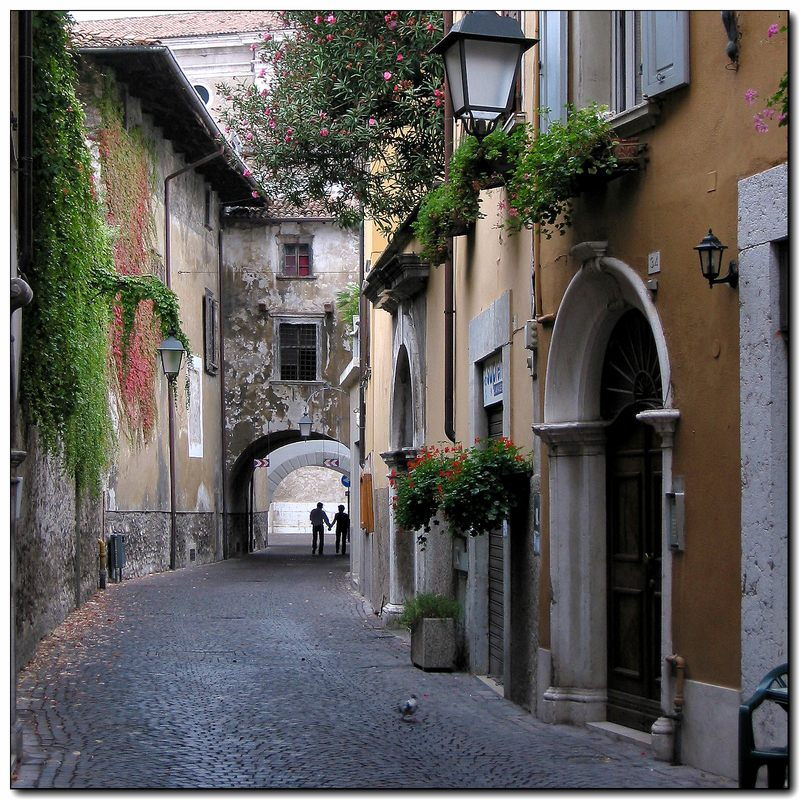
Gasse in der Altstadt